# Memorama (álbum)
Memorama es el segundo álbum de estudio de la banda mexicana Allison. Fue lanzado el 27 de marzo del 2008.
“Memorama” cuenta con 11 canciones, del cual se desprende el primer sencillo también llamado “Memorama”. Este disco cuenta con más variedad de sonidos melódicos y suaves, notables en canciones como: “Dime que”, “Déjame verte”, “Atentamente: Yo”, entre otras. Sin embargo, su estilo roquero característico sigue intacto y se hace presente en varias otras canciones del disco.

## Lista de canciones
1. Algo Que Decir
2. Memorama
3. Déjame Verte
4. Atentamente: Yo
5. Baby Please
6. Adiós
7. 83-87
8. Olvidaste Decir Adiós
9. No sale De Ti
10. Reloj
11. Dime Que

## Créditos
- Erick Canales - Voz , Guitarra

- Abraham Isael Jarquín Guitarra

- Manuel Ávila "Manolín" Bajo, Coros

- Diego García Stommel - Batería

## Sencillos
1. Algo Que Decir
2. Baby please
3. Memorama
4. " Dime Que "

## Certificación
| País                                                            | Certificación | Ventas  |
| --------------------------------------------------------------- | ------------- | ------- |
| México                                                          | Oro           | 40 000^ |
| ^cifras de envíos sobre la base de la certificación por sí sola |               |         |